# Isla Rotoroa
La isla Rotoroa (en inglés: Rotoroa Island)
es una isla situada al este de la isla Waiheke en el golfo Hauraki de Nueva Zelanda. Abarca 82 hectáreas (200 acres). El autodenominado Ejército de Salvación (un grupo cristiano) la compró por £ 400 en el año 1908 de la familia de Ruthe para ampliar su centro de rehabilitación de alcohol y drogas en la cercana isla de Pakatoa. Los hombres fueron tratados en la bahía Home en Rotoroa, mientras que las mujeres fueron tratadas en Pakatoa. Este centro de tratamiento se cerró en 2005.